# Stade Auguste Vollaire
Het Stade Auguste Vollaire is een multifunctioneel stadion in Centre de Flacq, een stad in Flacq, Mauritius. 
Het stadion wordt vooral gebruikt voor voetbalwedstrijden, de voetbalclub Faucon Flacq SC maakt gebruik van dit stadion. In het stadion is plaats voor 4.000 toeschouwers. In 2019 werd van dit stadion gebruik gemaakt voor voetbalwedstrijden op de Indian Ocean Island Games. Het stadion werd geopend in 1991.